# 오버브룩 엔터테인먼트
오버브룩 엔터테인먼트(영어: Overbrook Entertainment)는 미국의 영화 제작사이다. 1998년 윌 스미스와 제임스 래시터가 설립하였다.